# أليكسندر سورلوث
أليكسندر سورلوث (مواليد 5 ديسمبر 1995) هو لاعب كرة قدم نرويجي لعب كمهاجم في نادي فياريال في الدوري الإسباني، ويلعب أيضا مع المنتخب النرويجي، وفي أغسطس 2024 وقع للعب لنادي أتلتيكو مدريد بعقد لمدة أربع مواسم.

## روابط خارجية
- أليكسندر سورلوث على موقع الاتحاد الدولي (مؤرشف)  (الإنجليزية)
- أليكسندر سورلوث على موقع الاتحاد الأوربي (الإنجليزية)
- أليكسندر سورلوث على موقع اتحاد النرويج (النرويجية)
- أليكسندر سورلوث على موقع اتحاد تركيا (لاعب) (الإنجليزية)
- أليكسندر سورلوث على موقع قاعدة بيانات كرة القدم.إي يو (الإنجليزية)
- أليكسندر سورلوث على موقع ليكيب (الفرنسية)
- أليكسندر سورلوث على موقع ناشيونال فوتبول تيمز (الإنجليزية)
- أليكسندر سورلوث على موقع Soccerbase.com (لاعب) (الإنجليزية)
- أليكسندر سورلوث على موقع Soccerway.com (الإنجليزية)
- أليكسندر سورلوث على موقع عالم كرة القدم.نت (الإنجليزية)